# الاگاپانگار
الاگاپانگار (به انگلیسی: AlagappaNagar) یک منطقهٔ مسکونی در هند است که در کرالا واقع شده‌است.